# Werk, Bauen + Wohnen
Werk, Bauen + Wohnen (Eigenschreibweise werk, bauen + wohnen) ist eine Schweizer Fachzeitschrift. Sie erscheint zehnmal jährlich im Verlag Werk AG, Zürich und widmet sich aktuellen Debatten über Architektur und Städtebau. Sie ist das offizielle Organ des Bundes Schweizer Architekten (BSA/FSA/FAS) und der Vereinigung Schweizer Innenarchitekten und Innenarchitektinnen (VSI.ASAI).

## Geschichte
Die Zeitschrift ist 1980 aus den Zeitschriften Werk (bzw. zeitweise Das Werk) und Bauen + Wohnen hervorgegangen. Eine Vorgängerzeitschrift war Schweizerische Baukunst, die von 1908 bis 1914 erschien. Werk war 1914 als Organ des 1908 gegründeten BSA und des 1913 gegründeten Werkbundes erstmals erschienen, geleitet von den Redaktoren Hans Bloesch und Hermann Röthlisberger.
Bei Bauen + Wohnen waren Alfred Altherr und Walter Frey die Gründungsredaktoren. Die Zeitschrift erschien von 1947 bis 1981, zunächst zweimonatlich und ab 1956 monatlich. Zeitweise kam sie in Zürich und München mit unterschiedlichen Reklameseiten je nach Land heraus.
Werk, Bauen + Wohnen ist die meistgelesene Architekturzeitschrift der Schweiz und wird auch im Ausland vertrieben. 2017 beträgt die WEMF-beglaubigte Auflage 5'431 (Vj. 5'433) verkaufte bzw. 5'453 (Vj. 5'451) verbreitete Exemplare. Die Textbeiträge werden in deutscher, englischer und französischer Sprache veröffentlicht. Sie ist eine von 15 für das Baunetz-Ranking relevanten Fachpublikationen.

## Chefredakteure
- 1962–1972: Lucius Burckhardt
- 2002–2011: Nott Caviezel
- 2012–2021: Daniel Kurz
- seit 2022: Roland Züger

## Redaktoren (Auswahl)
- Alfred Altherr
- Walter Frey
- Christoph Luchsinger
- 1915–1919: Hans Bloesch
- 1967–1979: Jürgen Joedicke
- 2002–2008: Martin Tschanz
- 2003–2009: Christoph Wieser
- 2009–2023: Tibor Joanelly